# مری سایمون
مری سایمون (اینوکتیتوت: Ningiukudluk؛ زادهٔ ۲۱ اوت ۱۹۴۷) دیپلمات، و سیاستمدار اهل کانادا است که از سال ۲۰۲۱‌ به‌ عنوان‌ سی امین فرماندار کل کانادا خدمت می کند. او‌ نخستین فردی از بومیان کانادا است که این سمت را برعهده می گیرد.
Mary Jeannie May Simon CC CMM COM OQ CD FRCGS (به هجای اینوکتیتوتی: ᒥᐊᓕ ᓴᐃᒪᓐ, Inuktitut: Ningiukudluk;[a] متولد ۲۱ اوت ۱۹۴۷) یک کارمند کانادایی، دیپلمات و کارمند سابق رادیو تلویزیون است که به عنوان کارمند دولتی سابق فعالیت داشته است. او ۳۰ امین فرماندار کل کانادا از ۲۶ ژوئیه ۲۰۲۱. سیمون اینوک اینوئیت است که او را به اولین فرد بومی کانادایی تبدیل می‌کند که این مقام را بر عهده دارد.
سیمون در کانگیق‌سوالوجواق، کبک متولد شد. او برای مدت کوتاهی به عنوان تهیه‌کننده و گوینده برای سرویس شمالی CBC در دهه ۱۹۷۰ کار کرد و پیش از ورود به خدمات عمومی، در هیئت مدیره انجمن Inuit کبک شمالی خدمت کرد و نقشی کلیدی در مذاکرات توافق شارلوت تاون ایفا کرد. سیمون اولین سفیر کانادا برای امور پیرامونی از سال ۱۹۹۴ تا ۲۰۰۴ و همچنین مذاکره کننده اصلی برای ایجاد شورای قطب شمال بود.او همچنین از سال ۱۹۹۹ تا ۲۰۰۲ به عنوان سفیر کانادا در دانمارک خدمت کرد.
در ۶ ژوئیه ۲۰۲۱، نخست‌وزیر جاستین ترودو اعلام کرد که ملکه الیزابت دوم انتصاب سیمون را به عنوان فرماندار کل بعدی کانادا تأیید کرده است.